# Whippoorwill
De whippoorwill (Antrostomus vociferus; synoniem: Caprimulgus vociferus) is een vogel uit de familie Caprimulgidae (nachtzwaluwen).

## Verspreiding en leefgebied
Deze soort komt voor in het zuidelijke deel van Centraal-en zuidoostelijk Canada, de oostelijk-centrale en oostelijke Verenigde Staten.

## In kunst
De whippoorwill speelt een rol in het kortverhaal The Dunwich Horror geschreven door de Amerikaanse horrorschrijver H.P. Lovecraft. In het verhaal wordt de whippoorwill beschreven als een kwaadaardige vogel die wacht om de zielen van de stervenden te stelen. Als deze hierin slaagt, 'lacht' deze de hele nacht door. Zo niet, werden ze stil en vlogen weg.
De whippoorwill komt ook voor in Walden van Henry David Thoreau.
De vogel komt ook voor in de beginzin van een beroemde Amerikaanse song uit 1924, geschreven door Walter Donaldson en George A. Whiting, "My Blue Heaven", door vele artiesten uitgevoerd. Hij luidt "When whippoorwills call and evening is nigh, I hurry to My Blue Heaven.".
Hank Williams sr.(17 september 1923 -  1 januari 1953) bezingt het vogeltje ook in zijn tearjerker "I'm so lonesome I could cry"; Hear that lonesome whippoorwill, He sounds too blue to fly, The midnight train is whining low, I'm so lonesome I could cry…
Jim Croce zingt in “I Got a Name” uit 1973: “Like the whippoorwill and the baby's cry I've got a song, I've got a song”.
J.J. Cale bezingt de vogel in de eerste zin van het nummer Magnolia.
Roger Miller noemt de whip-poor-will vogel in zijn lied "Reincarnation".
Randy Travis roemt het lange lied van de vogel in zijn liefdesliedje ‘Deeper than the Holler’.